# Suchy Wierch (Beskid Mały)
Suchy Wierch (781 m n.p.m.) – szczyt Beskidu Małego, znajdujący się w jego zachodniej części położonej na zachód od doliny Soły w Grupie Magurki Wilkowickiej. Znajduje się w południowo-wschodnim grzbiecie Rogacza (899 m) opadającym do Soły w Czernichowie. W rzeczywistości nie jest to szczyt, a tylko miejsce załamania grzbietu, gdzie ze stosunkowo łagodnego górnego odcinka przechodzi on w znacznie bardziej stromy. Południowo-zachodnie stoki grzbietu Suchego Wierchu opadają do doliny Roztoki, północno-wschodnie do Jeziora Międzybrodzkiego i spływa z nich niewielki Suchy Potok.
Suchy Wierch jest porośnięty lasem, są jednak na nim polanki. Grzbietem prowadzi szlak turystyczny. Z polanek oraz z prześwitów między drzewami z niektórych miejsc tego szlaku widoczny jest znajdujący się po przeciwległej stronie doliny Roztoki grzbiet Soliska, Przyszopu, dzwonnica na przysiółku Kremple w dolinie Roztoki, a na horyzoncie Pilsko i Pasmo Babiogórskie. W zachodnim kierunku widoczny jest grzbiet Jaworzyny, dolina Isepnicy i Żar.
Dawniej Suchy Wierch był znacznie bardziej bezleśny, zajęty przez łąki, pastwiska, pola uprawne i domy. O tym, że kiedyś istniało tutaj gospodarstwo rolne świadczą stare grusze i jabłonie, nie całkiem jeszcze zarosłe lasem łąki oraz kupy kamieni zbierane z pól. Z polany pod Suchym Wierchem widoki na Beskid Żywiecki i zbocza Glinnego w Beskidzie Śląskim. Pomiędzy Suchym Wierchem a przełączką Wysokie Siodło oddzielającą go od Rogacza rośnie dość rzadka naparstnica purpurowa.
Andrzej Matuszczyk podawał, że w masywie Suchego Wierchu znajdują się charakterystyczne dla Beskidu Małego kamienne szałasy. Obecnie już ich nie ma. Natomiast na zarośniętej brzozami niewielkiej polance pod szczytem Suchego wierchu można znaleźć na kamieniu znak graniczny pomiędzy dawnym państwem żywieckim i starostwem lipnickim. Kamień ma długość ok, 1 m i szerokość ok. 0,5 m. Wyryty jest na nim potrójny krzyż. Obok niego są usypane z kamieni kopce.
Suchy Wierch znajduje się w granicach wsi Czernichów w województwie śląskim, w powiecie żywieckim, w gminie Czernichów.
Szlaki turystyczne
 Czernichów – Suchy Wierch – Rogacz – Wysokie Siodło – Czupel – Magurka Wilkowicka.